# Tito Biel
Tito Biel Chuor (o Chol, Chor) fou un comandant d'al rang a la Força de Defensa del Sud del Sudan (SSDF) a la segona part de la Segona guerra civil sudanesa (1997-2005).
Tito Biel pertanyia a la secció Dok dels Nuers, era originalment membre de l'Exèrcit d'Alliberament del Poble Sudanès (SPLA), però en el fraccionament de 1991 va donar suport a Riek Machar. Va seguir a Machar quan aquest es va reconciliar amb el govern central el 1997, i es va incorporar a les Forces de Defensa del Sudan (SSDF).
Amb rang de Major General, Biel va dirigir les SSDF forces el 1998/1999 enfrontant-se a les Forces Armades Sudaneses que donaven suport al seu rival el Major General Paulino Matiep.
Abans d'abril de 1999 Tito Biel va portar les forces del SSDF al Nil Superior Occidental i va cooperar amb les forces de l'Exèrcit d'Alliberament del Poble Sudanès (SPLA) a la Regió de Bahr al-Ghazal, que li van subministrar armament. Tito fou rebutjat per les forces rivals manades per Paulino, i quan va arribar a Yirol al començament de maig de 1999 va declarar formalment que s'havia passat al SPLA junt amb tots els seus oficials i soldats.
Durant uns quants mesos després del setembre de 1999 es va coordinar amb el Comandant Peter Gadet atacant diversos objectius relacionats amb el petroli a l'estat Unity. Gadet també s'havia rebel·lat dins de les SSDF després d'haver lluitat contra Tito al començament d'any pel controls de l'anomenat Bloc 5A, una zona petroliera prop de Bentiu.
El novembre de 1999 Biel, Gadet i altres comandants Nuer formaven el Consell Unit Militar de Comandament Provisional del Nil Superior (UMCC) per coordinar forces antigovernamental en aquest estat. No estaven satisfets amb Riek Machar per cooperar amb el govern malgrat el fet que el govern no hagués complert l'acord de pau de Khartum i no hagués lliurat control dels jaciments petrolífers a les milícies Nuer. Riek Machar va dimitir com a membre del govern del Sudan al final de l'any i el febrer 2000 formava Front Democràtic Popular del Sudan (Sudan Peoples Democratic Front SPDF). Per un temps l'UMCC va cooperar amb el SPDF, però l'arranjament no va durar, ja que el govern donava armes a Machar per imposar les seves posicions sobre les tropes de Gadet dins el SPLA. Tito Biel llavors es va unir al SPDF i va anar a Nairobi amb Machar on va estar uns mesos.
Al començament del 2001 Tito Biel va retornar al Nil Superior Oriental amb Riek Machar on van intentar aconseguir suport per a la milícia del SPDF. A primers de febrer de 2002, ressentit perquè Riek Machar no l'havia consultat per fer el tracte de reunificació amb John Garang el cap del SPLA, Tito Biel es va passar al govern del Sudan. Més tard se li va unir Peter Gadet.